# 18e étape du Tour d'Espagne 2024
Pour un article plus général, voir Tour d'Espagne 2024.
La 18e étape du Tour d'Espagne 2024 se déroule le jeudi 5 septembre 2024 entre Vitoria-Gasteiz et Maeztu au Pays basque, sur une distance de 175 km.

## Parcours
Cette étape basque est une étape de moyenne montagne franchissant un col de 2e catégorie (Alto de Rivas de Tereso) puis le Puerto Herrera, classé en 1re catégorie dont le sommet est franchi à 45 kilomètres de l'arrivée dans le village de Maeztu rejoint par une fin d'étape accidentée traversant le parc naturel d'Izki.

## Déroulement de la course
Après une cinquantaine de kilomètres, 42 coureurs forment l'échappée. Après le premier sommet de l'étape, Stefan Küng (Groupama-FDJ), Mathias Vacek (Lidl-Trek) et Mauro Schmid (Jayco AlUla) s'échappent de ce groupe de tête et creusent un écart d'une minute sur leurs poursuivants en direction de la deuxième ascension de la journée, le Puerto Herrera, alors que l'écart avec le peloton maillot rouge dépasse les 10 minutes. Ce trio est rattrapé par 10 poursuivants dans l'ascension du Puerto Herrera alors que Mikel Landa (Soudal-Quick Step) est lâché par le peloton maillot rouge. Les 13 hommes de tête filent vers l'arrivée. Après une attaque de Steven Kruijswijk (Visma-Lease a Bike), Urko Berrade (Kern Pharma) contre-attaque à 5,5 km de l'arrivée, résiste au retour des poursuivants et gagne l'étape.

## Résultats

### Classement de l'étape
| \| Classement de l'étape \| Classement de l'étape \| Classement de l'étape \| Classement de l'étape \| Classement de l'étape \| \| Coureur \| Coureur \| Pays \| Équipe \| Temps \| \| --------------------- \| --------------------- \| --------------------- \| -------------------------- \| --------------------- \| \| 1er \| Urko Berrade \| Espagne \| Equipo Kern Pharma \| 4 h 00 min 52 s \| \| 2e \| Mauro Schmid \| Suisse \| Team Jayco AlUla \| + 4 s \| \| 3e \| Max Poole \| Royaume-Uni \| Team dsm-firmenich PostNL \| + 4 s \| \| 4e \| Aleksandr Vlasov \| Bannière neutre \| Red Bull-Bora-Hansgrohe \| + 4 s \| \| 5e \| Oier Lazkano \| Espagne \| Movistar Team \| + 4 s \| \| 6e \| Ion Izagirre \| Espagne \| Cofidis \| + 4 s \| \| 7e \| Mathias Vacek \| Tchéquie \| Lidl-Trek \| + 4 s \| \| 8e \| Pablo Castrillo \| Espagne \| Equipo Kern Pharma \| + 4 s \| \| 9e \| Pau Miquel \| Espagne \| Equipo Kern Pharma \| + 4 s \| \| 10e \| Steven Kruijswijk \| Pays-Bas \| Team Visma \\| Lease a Bike \| + 11 s \| |                   |                 |                            |                 |
| |                   |                 |                            |                 |
| Source : ProCyclingStats |                   |                 |                            |                 |
| Classement de l'étape |                   |                 |                            |                 |
| Coureur | Coureur           | Pays            | Équipe                     | Temps           |
| 1er | Urko Berrade      | Espagne         | Equipo Kern Pharma         | 4 h 00 min 52 s |
| 2e | Mauro Schmid      | Suisse          | Team Jayco AlUla           | + 4 s           |
| 3e | Max Poole         | Royaume-Uni     | Team dsm-firmenich PostNL  | + 4 s           |
| 4e | Aleksandr Vlasov  | Bannière neutre | Red Bull-Bora-Hansgrohe    | + 4 s           |
| 5e | Oier Lazkano      | Espagne         | Movistar Team              | + 4 s           |
| 6e | Ion Izagirre      | Espagne         | Cofidis                    | + 4 s           |
| 7e | Mathias Vacek     | Tchéquie        | Lidl-Trek                  | + 4 s           |
| 8e | Pablo Castrillo   | Espagne         | Equipo Kern Pharma         | + 4 s           |
| 9e | Pau Miquel        | Espagne         | Equipo Kern Pharma         | + 4 s           |
| 10e | Steven Kruijswijk | Pays-Bas        | Team Visma \| Lease a Bike | + 11 s          |

### Points attribués pour le classement par points
| Sprint intermédiaire Villafría de Burgos (km 157,5) | Sprint intermédiaire Villafría de Burgos (km 157,5) | Sprint intermédiaire Villafría de Burgos (km 157,5) | Sprint intermédiaire Villafría de Burgos (km 157,5) | Sprint intermédiaire Villafría de Burgos (km 157,5) |
| --------------------------------------------------- | --------------------------------------------------- | --------------------------------------------------- | --------------------------------------------------- | --------------------------------------------------- |
|                                                     | Coureur                                             | Pays                                                | Équipe                                              | Point(s)                                            |
| 1er                                                 | Urko Berrade                                        | Espagne                                             | Equipo Kern Pharma                                  | 20                                                  |
| 2e                                                  | Mathias Vacek                                       | République tchèque                                  | Lidl-Trek                                           | 17                                                  |
| 3e                                                  | Oier Lazkano                                        | Espagne                                             | Movistar Team                                       | 15                                                  |
| 4e                                                  | Pablo Castrillo                                     | Espagne                                             | Equipo Kern Pharma                                  | 13                                                  |
| 5e                                                  | Marc Soler                                          | Espagne                                             | UAE Team Emirates                                   | 10                                                  |
| modifier                                            |                                                     |                                                     |                                                     |                                                     |

| Arrivée d'étape Maeztu (km 179,5) | Arrivée d'étape Maeztu (km 179,5) | Arrivée d'étape Maeztu (km 179,5) | Arrivée d'étape Maeztu (km 179,5) | Arrivée d'étape Maeztu (km 179,5) |
| --------------------------------- | --------------------------------- | --------------------------------- | --------------------------------- | --------------------------------- |
|                                   | Coureur                           | Pays                              | Équipe                            | Point(s)                          |
| 1er                               | Urko Berrade                      | Espagne                           | Equipo Kern Pharma                | 30                                |
| 2e                                | Mauro Schmid                      | Suisse                            | Team Jayco AlUla                  | 25                                |
| 3e                                | Max Poole                         | Grande-Bretagne                   | Team dsm-firmenich PostNL         | 22                                |
| 4e                                | Aleksandr Vlasov                  |                                   | Red Bull-Bora-Hansgrohe           | 19                                |
| 5e                                | Oier Lazkano                      | Espagne                           | Movistar Team                     | 17                                |
| 6e                                | Ion Izagirre                      | Espagne                           | Cofidis                           | 15                                |
| 7e                                | Mathias Vacek                     | République tchèque                | Lidl-Trek                         | 13                                |
| 8e                                | Pablo Castrillo                   | Espagne                           | Equipo Kern Pharma                | 11                                |
| 9e                                | Pau Miquel                        | Espagne                           | Equipo Kern Pharma                | 9                                 |
| 10e                               | Steven Kruijswijk                 | Pays-Bas                          | Team Visma - Lease a Bike         | 7                                 |
| 11e                               | Marc Soler                        | Espagne                           | UAE Team Emirates                 | 6                                 |
| 12e                               | Stefan Küng                       | Suisse                            | Groupama-FDJ                      | 5                                 |
| 13e                               | Kaden Groves                      | Australie                         | Alpecin-Deceuninck                | 4                                 |
| 14e                               | Simon Guglielmi                   | France                            | Arkéa-B&B Hotels                  | 3                                 |
| 15e                               | Jesús Herrada                     | Espagne                           | Cofidis                           | 2                                 |
| modifier                          |                                   |                                   |                                   |                                   |

### Points attribués pour le classement du meilleur grimpeur
| Alto de Rivas de Tereso (km 81,5) 2e catégorie (11,1 km à 3,4%) | Alto de Rivas de Tereso (km 81,5) 2e catégorie (11,1 km à 3,4%) | Alto de Rivas de Tereso (km 81,5) 2e catégorie (11,1 km à 3,4%) | Alto de Rivas de Tereso (km 81,5) 2e catégorie (11,1 km à 3,4%) | Alto de Rivas de Tereso (km 81,5) 2e catégorie (11,1 km à 3,4%) |
| --------------------------------------------------------------- | --------------------------------------------------------------- | --------------------------------------------------------------- | --------------------------------------------------------------- | --------------------------------------------------------------- |
|                                                                 | Coureur                                                         | Pays                                                            | Équipe                                                          | Point(s)                                                        |
| 1er                                                             | Marc Soler                                                      | Espagne                                                         | UAE Team Emirates                                               | 5                                                               |
| 2e                                                              | Mauro Schmid                                                    | Suisse                                                          | Team Jayco AlUla                                                | 3                                                               |
| 3e                                                              | Harold Tejada                                                   | Colombie                                                        | Astana Qazaqstan Team                                           | 1                                                               |
| modifier                                                        |                                                                 |                                                                 |                                                                 |                                                                 |

| Puerto Herrera (km 134,3) 1re catégorie (5,6 km à 8,3%) | Puerto Herrera (km 134,3) 1re catégorie (5,6 km à 8,3%) | Puerto Herrera (km 134,3) 1re catégorie (5,6 km à 8,3%) | Puerto Herrera (km 134,3) 1re catégorie (5,6 km à 8,3%) | Puerto Herrera (km 134,3) 1re catégorie (5,6 km à 8,3%) |
| ------------------------------------------------------- | ------------------------------------------------------- | ------------------------------------------------------- | ------------------------------------------------------- | ------------------------------------------------------- |
|                                                         | Coureur                                                 | Pays                                                    | Équipe                                                  | Point(s)                                                |
| 1er                                                     | Marc Soler                                              | Espagne                                                 | UAE Team Emirates                                       | 10                                                      |
| 2e                                                      | Aleksandr Vlasov                                        |                                                         | Red Bull-Bora-Hansgrohe                                 | 6                                                       |
| 3e                                                      | Mauro Schmid                                            | Suisse                                                  | Team Jayco AlUla                                        | 4                                                       |
| 4e                                                      | Urko Berrade                                            | Espagne                                                 | Equipo Kern Pharma                                      | 2                                                       |
| 5e                                                      | Oier Lazkano                                            | Espagne                                                 | Movistar Team                                           | 1                                                       |
| modifier                                                |                                                         |                                                         |                                                         |                                                         |

### Bonifications
|   | Coureur          | Pays    | Équipe                  | Secondes |
| - | ---------------- | ------- | ----------------------- | -------- |
| 1 | Marc Soler       | Espagne | UAE Team Emirates       | 6 s      |
| 2 | Aleksandr Vlasov |         | Red Bull-Bora-Hansgrohe | 4 s      |
| 3 | Mauro Schmid     | Suisse  | Team Jayco AlUla        | 2 s      |

|   | Coureur      | Pays            | Équipe                    | Secondes |
| - | ------------ | --------------- | ------------------------- | -------- |
| 1 | Urko Berrade | Espagne         | Equipo Kern Pharma        | 10 s     |
| 2 | Mauro Schmid | Suisse          | Team Jayco AlUla          | 6 s      |
| 3 | Max Poole    | Grande-Bretagne | Team dsm-firmenich PostNL | 4 s      |

### Prix de la combativité
- Marc Soler (UAE Team Emirates )

## Classements à l'issue de l'étape

### Classement général
| \| Classement général \| Classement général \| Classement général \| Classement général \| Classement général \| \| Coureur \| Coureur \| Pays \| Équipe \| Temps \| \| ------------------ \| ------------------ \| ------------------ \| -------------------------- \| ------------------ \| \| 1er \| Ben O'Connor \| Australie \| Decathlon-AG2R La Mondiale \| 72 h 48 min 46 s \| \| 2e \| Primož Roglič \| Slovénie \| Red Bull-Bora-Hansgrohe \| + 5 s \| \| 3e \| Enric Mas \| Espagne \| Movistar Team \| + 1 min 25 s \| \| 4e \| Richard Carapaz \| Équateur \| EF Education-EasyPost \| + 1 min 46 s \| \| 5e \| David Gaudu \| France \| Groupama-FDJ \| + 3 min 48 s \| \| 6e \| Carlos Rodríguez \| Espagne \| Ineos Grenadiers \| + 3 min 53 s \| \| 7e \| Mattias Skjelmose \| Danemark \| Lidl-Trek \| + 4 min 00 s \| \| 8e \| Florian Lipowitz \| Allemagne \| Red Bull-Bora-Hansgrohe \| + 4 min 27 s \| \| 9e \| Pavel Sivakov \| France \| UAE Team Emirates \| + 5 min 19 s \| \| 10e \| Mikel Landa \| Espagne \| Soudal Quick-Step \| + 5 min 38 s \| |                   |           |                            |                  |
| |                   |           |                            |                  |
| Source : ProCyclingStats |                   |           |                            |                  |
| Classement général |                   |           |                            |                  |
| Coureur | Coureur           | Pays      | Équipe                     | Temps            |
| 1er | Ben O'Connor      | Australie | Decathlon-AG2R La Mondiale | 72 h 48 min 46 s |
| 2e | Primož Roglič     | Slovénie  | Red Bull-Bora-Hansgrohe    | + 5 s            |
| 3e | Enric Mas         | Espagne   | Movistar Team              | + 1 min 25 s     |
| 4e | Richard Carapaz   | Équateur  | EF Education-EasyPost      | + 1 min 46 s     |
| 5e | David Gaudu       | France    | Groupama-FDJ               | + 3 min 48 s     |
| 6e | Carlos Rodríguez  | Espagne   | Ineos Grenadiers           | + 3 min 53 s     |
| 7e | Mattias Skjelmose | Danemark  | Lidl-Trek                  | + 4 min 00 s     |
| 8e | Florian Lipowitz  | Allemagne | Red Bull-Bora-Hansgrohe    | + 4 min 27 s     |
| 9e | Pavel Sivakov     | France    | UAE Team Emirates          | + 5 min 19 s     |
| 10e | Mikel Landa       | Espagne   | Soudal Quick-Step          | + 5 min 38 s     |

| Classement par points | Classement par points | Classement par points | Classement par points     | Classement par points |
| Coureur               | Coureur               | Pays                  | Équipe                    | Points                |
| --------------------- | --------------------- | --------------------- | ------------------------- | --------------------- |
| 1er                   | Kaden Groves          | Australie             | Alpecin-Deceuninck        | 226 pts               |
| 2e                    | Pablo Castrillo       | Espagne               | Equipo Kern Pharma        | 117 pts               |
| 3e                    | Max Poole             | Royaume-Uni           | Team dsm-firmenich PostNL | 108 pts               |
| 4e                    | Max Poole             | Royaume-Uni           | Team dsm-firmenich PostNL | 106 pts               |
| 5e                    | Mathias Vacek         | Tchéquie              | Lidl-Trek                 | 100 pts               |
| 6e                    | Marc Soler            | Espagne               | UAE Team Emirates         | 98 pts                |
| 7e                    | Harold Tejada         | Colombie              | Astana Qazaqstan Team     | 95 pts                |
| 8e                    | Mauro Schmid          | Suisse                | Team Jayco AlUla          | 89 pts                |
| 9e                    | Stefan Küng           | Suisse                | Groupama-FDJ              | 79 pts                |
| 10e                   | Pau Miquel            | Espagne               | Equipo Kern Pharma        | 79 pts                |

| Classement par points | Classement par points | Classement par points | Classement par points     | Classement par points |
| Coureur               | Coureur               | Pays                  | Équipe                    | Points                |
| --------------------- | --------------------- | --------------------- | ------------------------- | --------------------- |
| 1er                   | Kaden Groves          | Australie             | Alpecin-Deceuninck        | 226 pts               |
| 2e                    | Pablo Castrillo       | Espagne               | Equipo Kern Pharma        | 117 pts               |
| 3e                    | Max Poole             | Royaume-Uni           | Team dsm-firmenich PostNL | 108 pts               |
| 4e                    | Max Poole             | Royaume-Uni           | Team dsm-firmenich PostNL | 106 pts               |
| 5e                    | Mathias Vacek         | Tchéquie              | Lidl-Trek                 | 100 pts               |
| 6e                    | Marc Soler            | Espagne               | UAE Team Emirates         | 98 pts                |
| 7e                    | Harold Tejada         | Colombie              | Astana Qazaqstan Team     | 95 pts                |
| 8e                    | Mauro Schmid          | Suisse                | Team Jayco AlUla          | 89 pts                |
| 9e                    | Stefan Küng           | Suisse                | Groupama-FDJ              | 79 pts                |
| 10e                   | Pau Miquel            | Espagne               | Equipo Kern Pharma        | 79 pts                |

| Classement de la montagne | Classement de la montagne | Classement de la montagne | Classement de la montagne | Classement de la montagne |
| Coureur                   | Coureur                   | Pays                      | Équipe                    | Points                    |
| ------------------------- | ------------------------- | ------------------------- | ------------------------- | ------------------------- |
| 1er                       | Marc Soler                | Espagne                   | UAE Team Emirates         | 57 pts                    |
| 2e                        | Jay Vine                  | Australie                 | UAE Team Emirates         | 56 pts                    |
| 3e                        | Pablo Castrillo           | Espagne                   | Equipo Kern Pharma        | 37 pts                    |
| 4e                        | Filippo Zana              | Italie                    | Team Jayco AlUla          | 27 pts                    |
| 5e                        | Marco Frigo               | Italie                    | Israel-Premier Tech       | 26 pts                    |
| 6e                        | Aleksandr Vlasov          | Bannière neutre           | Red Bull-Bora-Hansgrohe   | 25 pts                    |
| 7e                        | Adam Yates                | Royaume-Uni               | UAE Team Emirates         | 22 pts                    |
| 8e                        | Mauro Schmid              | Suisse                    | Team Jayco AlUla          | 20 pts                    |
| 9e                        | Max Poole                 | Royaume-Uni               | Team dsm-firmenich PostNL | 19 pts                    |
| 10e                       | Primož Roglič             | Slovénie                  | Red Bull-Bora-Hansgrohe   | 18 pts                    |

| Classement de la montagne | Classement de la montagne | Classement de la montagne | Classement de la montagne | Classement de la montagne |
| Coureur                   | Coureur                   | Pays                      | Équipe                    | Points                    |
| ------------------------- | ------------------------- | ------------------------- | ------------------------- | ------------------------- |
| 1er                       | Marc Soler                | Espagne                   | UAE Team Emirates         | 57 pts                    |
| 2e                        | Jay Vine                  | Australie                 | UAE Team Emirates         | 56 pts                    |
| 3e                        | Pablo Castrillo           | Espagne                   | Equipo Kern Pharma        | 37 pts                    |
| 4e                        | Filippo Zana              | Italie                    | Team Jayco AlUla          | 27 pts                    |
| 5e                        | Marco Frigo               | Italie                    | Israel-Premier Tech       | 26 pts                    |
| 6e                        | Aleksandr Vlasov          | Bannière neutre           | Red Bull-Bora-Hansgrohe   | 25 pts                    |
| 7e                        | Adam Yates                | Royaume-Uni               | UAE Team Emirates         | 22 pts                    |
| 8e                        | Mauro Schmid              | Suisse                    | Team Jayco AlUla          | 20 pts                    |
| 9e                        | Max Poole                 | Royaume-Uni               | Team dsm-firmenich PostNL | 19 pts                    |
| 10e                       | Primož Roglič             | Slovénie                  | Red Bull-Bora-Hansgrohe   | 18 pts                    |

| Classement du meilleur jeune | Classement du meilleur jeune | Classement du meilleur jeune | Classement du meilleur jeune | Classement du meilleur jeune |
| Coureur                      | Coureur                      | Pays                         | Équipe                       | Temps                        |
| ---------------------------- | ---------------------------- | ---------------------------- | ---------------------------- | ---------------------------- |
| 1er                          | Carlos Rodríguez             | Espagne                      | Ineos Grenadiers             | 72 h 52 min 39 s             |
| 2e                           | Mattias Skjelmose            | Danemark                     | Lidl-Trek                    | + 7 s                        |
| 3e                           | Florian Lipowitz             | Allemagne                    | Red Bull-Bora-Hansgrohe      | + 34 s                       |
| 4e                           | Max Poole                    | Royaume-Uni                  | Team dsm-firmenich PostNL    | + 1 h 05 min 38 s            |
| 5e                           | Matthew Riccitello           | États-Unis                   | Israel-Premier Tech          | + 1 h 07 min 26 s            |
| 6e                           | Giovanni Aleotti             | Italie                       | Red Bull-Bora-Hansgrohe      | + 1 h 31 min 26 s            |
| 7e                           | Valentin Paret-Peintre       | France                       | Decathlon-AG2R La Mondiale   | + 1 h 32 min 04 s            |
| 8e                           | Isaac Del Toro               | Mexique                      | UAE Team Emirates            | + 1 h 35 min 23 s            |
| 9e                           | Mauri Vansevenant            | Belgique                     | Soudal Quick-Step            | + 1 h 36 min 55 s            |
| 10e                          | William Junior Lecerf        | Belgique                     | Soudal Quick-Step            | + 1 h 45 min 22 s            |

| Classement du meilleur jeune | Classement du meilleur jeune | Classement du meilleur jeune | Classement du meilleur jeune | Classement du meilleur jeune |
| Coureur                      | Coureur                      | Pays                         | Équipe                       | Temps                        |
| ---------------------------- | ---------------------------- | ---------------------------- | ---------------------------- | ---------------------------- |
| 1er                          | Carlos Rodríguez             | Espagne                      | Ineos Grenadiers             | 72 h 52 min 39 s             |
| 2e                           | Mattias Skjelmose            | Danemark                     | Lidl-Trek                    | + 7 s                        |
| 3e                           | Florian Lipowitz             | Allemagne                    | Red Bull-Bora-Hansgrohe      | + 34 s                       |
| 4e                           | Max Poole                    | Royaume-Uni                  | Team dsm-firmenich PostNL    | + 1 h 05 min 38 s            |
| 5e                           | Matthew Riccitello           | États-Unis                   | Israel-Premier Tech          | + 1 h 07 min 26 s            |
| 6e                           | Giovanni Aleotti             | Italie                       | Red Bull-Bora-Hansgrohe      | + 1 h 31 min 26 s            |
| 7e                           | Valentin Paret-Peintre       | France                       | Decathlon-AG2R La Mondiale   | + 1 h 32 min 04 s            |
| 8e                           | Isaac Del Toro               | Mexique                      | UAE Team Emirates            | + 1 h 35 min 23 s            |
| 9e                           | Mauri Vansevenant            | Belgique                     | Soudal Quick-Step            | + 1 h 36 min 55 s            |
| 10e                          | William Junior Lecerf        | Belgique                     | Soudal Quick-Step            | + 1 h 45 min 22 s            |

| Classement par équipes | Classement par équipes     | Classement par équipes | Classement par équipes |
| Équipe                 | Équipe                     | Pays                   | Temps                  |
| ---------------------- | -------------------------- | ---------------------- | ---------------------- |
| 1re                    | UAE Team Emirates          | Émirats arabes unis    | 217 h 49 min 31 s      |
| 2e                     | Red Bull-Bora-Hansgrohe    | Allemagne              | + 44 min 46 s          |
| 3e                     | Decathlon-AG2R La Mondiale | France                 | + 1 h 28 min 40 s      |
| 4e                     | Team Visma \| Lease a Bike | Pays-Bas               | + 1 h 39 min 12 s      |
| 5e                     | Groupama-FDJ               | France                 | + 2 h 02 min 25 s      |
| 6e                     | Soudal Quick-Step          | Belgique               | + 2 h 08 min 50 s      |
| 7e                     | Lidl-Trek                  | États-Unis             | + 2 h 19 min 13 s      |
| 8e                     | Ineos Grenadiers           | Royaume-Uni            | + 2 h 32 min 08 s      |
| 9e                     | Equipo Kern Pharma         | Espagne                | + 2 h 34 min 32 s      |
| 10e                    | Movistar Team              | Espagne                | + 2 h 37 min 21 s      |

| Classement par équipes | Classement par équipes     | Classement par équipes | Classement par équipes |
| Équipe                 | Équipe                     | Pays                   | Temps                  |
| ---------------------- | -------------------------- | ---------------------- | ---------------------- |
| 1re                    | UAE Team Emirates          | Émirats arabes unis    | 217 h 49 min 31 s      |
| 2e                     | Red Bull-Bora-Hansgrohe    | Allemagne              | + 44 min 46 s          |
| 3e                     | Decathlon-AG2R La Mondiale | France                 | + 1 h 28 min 40 s      |
| 4e                     | Team Visma \| Lease a Bike | Pays-Bas               | + 1 h 39 min 12 s      |
| 5e                     | Groupama-FDJ               | France                 | + 2 h 02 min 25 s      |
| 6e                     | Soudal Quick-Step          | Belgique               | + 2 h 08 min 50 s      |
| 7e                     | Lidl-Trek                  | États-Unis             | + 2 h 19 min 13 s      |
| 8e                     | Ineos Grenadiers           | Royaume-Uni            | + 2 h 32 min 08 s      |
| 9e                     | Equipo Kern Pharma         | Espagne                | + 2 h 34 min 32 s      |
| 10e                    | Movistar Team              | Espagne                | + 2 h 37 min 21 s      |

## Abandons
Deux coureurs ont abandonné au cours de l'étape : 
- Corbin Strong (Israel-Premier Tech) : non partant
- Rein Taaramäe (Intermarché-Wanty) : abandon